# Jewgeni Borissowitsch Lapenkow
Jewgeni Borissowitsch Lapenkow (russisch Евгений Борисович Лапенков; * 1. August 1984 in Moskau, Russische SFSR) ist ein russischer Eishockeyspieler, der seit 2022 beim CG Puigcerdà in der spanischen Superliga unter Vertrag steht.

## Karriere
Jewgeni Lapenkow begann seine Karriere als Eishockeyspieler bei Witjas Tschechow, für das er von 2001 bis 2003 in der Wysschaja Liga, der zweiten russischen Spielklasse, aktiv war. Anschließend verbrachte der Angreifer die Saison 2003/04 bei Metallurg Nowokusnezk in der Superliga. Von 2004 bis 2006 lief er erneut in der Wysschaja Liga auf – dieses Mal für Kristall Saratow, Kristall Elektrostal und Chimik Woskressensk.
Von 2006 bis 2008 stand Lapenkow je eine Spielzeit lang für Lokomotive Jaroslawl und seinen Ex-Klub Metallurg Nowokusnezk in der Superliga auf dem Eis. Zur Saison 2008/09 wechselte der Russe zu Neftechimik Nischnekamsk aus der neu gegründeten Kontinentalen Hockey-Liga, den er nach eineinhalb Jahren gegen Ende der folgenden Spielzeit verließ. Anschließend stand Lapenkow bei Neftechimiks KHL-Ligarivalen HK Spartak Moskau unter Vertrag, ehe er im Januar 2011 nach knapp einem Jahr wieder zu Neftechimik Nischnekamsk zurückkehrte. Nachdem er auch die Saison 2011/12 bei Neftechimik begonnen hatte, wurde er im Oktober 2011 im Tausch gegen Dmitri Obuchow zu Ak Bars Kasan transferiert. Für Ak Bars absolvierte er in der Folge 10 KHL-Partien. Zur Saison 2012/13 wurde Lapenkow vom HK Jugra Chanty-Mansijsk verpflichtet, ehe er im November 2012 zu Awtomobilist Jekaterinburg wechselte.
Im Sommer 2013 kehrte er zu Metallurg Nowokusnezk zurück und kam in 50-Saisonspielen auf 27 Scorerpunkte. Anschließend kehrte er zunächst zu Awtomobilist zurück, ehe er im Oktober 2014 an den HK Sotschi abgegeben wurde.
Die Saison 2015/16 begann er wieder bei Neftechimik Nischnekamsk, ehe er im November 2015 gegen Igor Wolkow vom HK Jugra Chanty-Mansijsk eingetauscht wurde. Nachdem er 2017/18 erneut beim HK Sotschi und anschließend ein halbes Jahr beim HK Traktor Tscheljabinsk gespielt hatte, wurde er im Dezember 2018 von Sewerstal Tscherepowez verpflichtet. Nachdem sen Vertrag dort 2020 ausgelaufen war, war er zunächst vereinslos, ehe ihn der dänische Erstligist Herlev Eagles im Oktober 2021 unter Vertrag nahm. Im Januar 2022 wechselte er zum HSC Csíkszereda, mit dem er im selben Jahr sowohl die Erste Liga, als auch die rumänische Meisterschaft gewann. Anschließend zog es ihn zum CG Puigcerdà in der spanischen Superliga.

## Erfolge und Auszeichnungen
- 2022 Gewinn der Ersten Liga und rumänischer Meister mit dem HSC Csíkszereda

## Statistik
(Stand: Ende der Saison 2019/20)